# Abd al-Aziz bin Majid Al Sa'ud
ʿAbd al-ʿAzīz bin Mājid Āl Saʿūd (in arabo عبد العزيز بن ماجد بن عبد العزيز آل سعود‎?; Gedda, 1960) è un principe e politico saudita, membro della famiglia reale Āl Saʿūd.

## Primi anni di vita e formazione
Abd al-Aziiz è nato a Gedda nel 1960 ed è figlio del defunto principe Majid bin 'Abd al-'Aziz Al Sa'ud e di Nuf bint Abd Allah Al Fahd Al Muhanna. Ha un fratello, Misha'l e cinque sorelle. Una di loro, Jawaher, è stata la prima donna saudita a cui è stato concesso il titolo di patrona delle arti in Arabia Saudita.
Abd al-Aziz si è laureato presso l'Università del Petrolio e dei Minerali Re Fahd.

## Carriera
Il principe è stato vice governatore della provincia di al-Qasim dal 30 dicembre 2000 al 22 ottobre 2005, quando è stato nominato governatore della provincia di Medina, in sostituzione del principe Muqrin, nominato Direttore generale dell'Intelligence. Il suo mandato è stato prorogato di quattro anni nel 2009 e si è concluso il 14 gennaio 2013 ed è stato sostituito dal principe Faysal bin Salman.

## Altre posizioni
Abd al-Aziz bin Majid è vice presidente della Società Majid, fondata dal padre nel 1998 per scopi benefici.

## Vita personale
Il principe è sposato con la principessa Nuha, figlia del governatore della provincia di Ha'il, Sa'ud bin Abd al-Muhsin Al Sa'ud. Dal matrimonio sono nati tre figli e una figlia: Sa'ud, Omar, Abd Allah e Lolowah.